# سینماهای ای‌ام‌سی
تئاترهای ای‌ام‌سی (انگلیسی: AMC Theatres) یا آمریکن مولتی-سینما (انگلیسی: American Multi-Cinema) یک گروه سینمایی در ایالات متحدهٔ آمریکا است.
این گروه که در سال ۱۹۲۰ بنیانگذاری شده مقر آن در شهر کانزاس‌سیتی است؛ شرکت تئاترهای ای‌ام‌سی پس از در اختیار گرفتن سینماهای اودئون، سینماهای یوسی‌آی و سینماهای کارمایک در سال ۲۰۱۶ به عنوان بزرگ‌ترین گروه سینمایی در جهان و ایالات متحدهٔ آمریکا با داشتن ۲٬۲۰۰ سالن سینما در ۲۲۴ مجموعه در اروپا و ۸٬۲۰۰ سالن سینما در ۶۶۱ مجموعه در ایالات متحدهٔ آمریکا شناخته شد.

## نگارخانه
- AMC Promenade 16 پردیس سینمایی در وودلند هیلز، لس آنجلس
- AMC Citywalk Stadium 19 with آی‌مکس در یونیورسال سیتی، کالیفرنیا
- The mall entrance to AMC Garden State Plaza 16 with آی‌مکس در Garden State Plaza در پاراموس، نیوجرسی.
- AMC 30 at Easton Town Center در کلمبوس، اوهایو
- AMC 12 Cinemas در بیرمنگام, بریتانیا
- A 21-screen AMC Theatres with آی‌مکس (formerly a Loews, and was branded as a "AMC Loews" before the renovation) در Palisades Center shopping mall در West Nyack, ایالت نیویورک.